# Айзък Хейдън
Айзък Скот Хейдън (на английски: Isaac Scot Hayden; роден на 22 март 1995 в Челмсфорд), е английски футболист, играе като централен защитник или дефанзивен полузащитник, и се състезава за английския Нюкасъл Юнайтед.

## Клубна кариера
Хедън преминава през скромния Брентууд Бойс ФК преди да премине в школата на професионалния Саутенд Юнайтед. През 2008 година е трансфериран в академията на елитния Арсенал.
Пълния си дебют за Арсенал прави на 25 септември 2013 година в третия кръг на турнира за Купата на Лигата срещу Уест Бромич Албиън. Арсенал печели на дузпи, а Хейдън започва мача като титуляр преди да бъде сменен в 84-тата минута от Крис Олсон. На 23 септември 2014 година изиграва втория си мач за Арсенал като централен защитник, отново в мач от третия кръг за Купата на Лигата при домакинската загуба от Саутхамптън.

## Национален отбор
Хейдън преминава през националните отбори на Англия до 16,17, 18 и 19 години, част от Националния отбор до 20 години.